# Нескорена полтавчанка

Пам'ятник «нескореним полтавчанам» в Полтаві

«Неско́рена полтавча́нка» — підпільна організація, яка діяла в Полтаві в період німецької окупації міста.

## Історія підпілля
Ядро організації сформувалося в листопаді 1941 року. До складу організації входило 20 чоловік, у тому числі один комуніст, 5 комсомольців і 14 чоловік «позапартійної» молоді. Керівником організації вважається піонервожата полтавської середньої школи № 10 комсомолка Олена (Ляля) Убийвовк.
Сучасні дослідники вважають, що керівником організації був радянський офіцер, кореспондент газети «Красная Звєзда» Сергій Сапіго, який втік з німецького полону. Доцент Полтавського національного педагогічного університету, кандидат історичних наук Віктор Ревегук пояснює це так:
| «Відразу після звільнення Полтави від фашистів керівництво Полтавського обкому КП(б)У лідером молодіжної підпільної групи вважало офіцера Червоної армії Сергія Сапіго. Але ж він був військовополоненим, а ставлення комуністичного режиму до цієї категорії людей усім добре відоме. Тому його ім’я на роль керівника антифашистської групи не підходило. Завдяки радянській пропаганді й повісті Олеся Гончара «Земля гуде» ім'я Лялі Убийвовк стало символом «нескорених полтавчан» — уособленням антифашистського руху опору полтавців. Зараз, мабуть, уже не так важливо, хто був керівником молодіжної організації. Усі вони загинули, борючись із фашизмом». |
З часом до «Нескореної полтавчанки» приєдналися підпільні групи, що діяли в Мачухах, Абазівці, Мар'янівці, Шкурупіях. Організація мала два радіоприймачі, з допомогою яких приймалися, а також поширювалися серед населення зведення Радінформбюро. Крім того, члени групи виготовляли і поширювали антинімецькі листівки. Всього було поширено різних назв листівок до 2 тисяч примірників. Група патріотів також брала участь у визволенні радянських військовополонених, зірвала кілька відправлень молоді до Німеччини, готувала диверсійні акти.
Підпільна організація не мала радіозв'язку з радянським командуванням. Для його встановлення на «Велику землю» послали Валентину Терентьєву. За три кілометри до лінії фронту Терентьєву затримала румунська військова жандармерія. В ході допиту дівчина почала плутатися у свідченнях. Тоді румуни обшукали місце затримання підпільниці і знайшли записку, написану Сапіго для радянського командування. Після цього наполягати на своїй легенді затримана вже не могла. Так була провалена підпільна організація полтавців.
6 травня 1942 року гестапо заарештувало найактивніших учасників організації. Після жорстоких тортур 26 травня шестеро з них — Сергій Сапіго, Ляля Убийвовк, Сергій Іллєвський, Борис Серга, Валентина Сорока і Леонід Пузанов були розстріляні за міським цвинтарем у Полтаві. Решту затриманих німці відпустили.

## Вшанування пам'яті
У 1965 році Ляля Убийвовк посмертно удостоєна звання Героя Радянського Союзу. У 1967 році у Полтаві встановлено пам'ятник Нескореним полтавчанам. Радянським патріотам Олесь Гончар присвятив свою повість «Земля гуде», драматург Петро Лубенський написав п'єсу «Нескорена полтавчанка».
В 2013 році вчитель Полтавської школи № 10 Антон Мартинов створив перший в історії документальний фільм, присвячений діяльності групи, — «Молодість проти війни».
22 листопада 2013 року в Полтавській школі № 10 відбулося нагородження перших лауреатів премії Полтавської обласної ради імені Лялі Убийвовк, заснованої на честь 95-річчя від дня народження героїні та 70-річчя визволення Полтавщини від німецько-фашистських загарбників.